# Gran Via de les Corts Catalanes
Pour les articles homonymes, voir Gran Via.
La Gran Via de les Corts Catalanes est l'axe le plus important de la ville de Barcelone. Elle traverse la ville de part en part, parallèlement à la mer Méditerranée, sur plus de huit kilomètres. Les numéros de rue vont jusqu'à 1198. Elle a été conçue comme colonne vertébrale du plan Cerdà lors de la construction de l'Eixample.

## Toponymie
Le nom fait référence à la fois à la longueur de l'avenue (Gran Via) et aux institutions parlementaires catalanes avant leur dissolution en 1714. À ses débuts au XIIe siècle le parlement de Catalogne était formé de la Cour du comte de Barcelone — les Corts Catalanes — et ne se réunissait qu'à la demande du comte. Au fil du temps l'institution se développe et gagne en autonomie jusqu'à représenter une partie importante de la population d'une part, et d'autre part, à soumettre le roi à de nombreuses décision du parlement, notamment en matière de fiscalité à partir du règne de Jacques Ier d'Aragon.

## Urbanisme
Populairement appelée Gran Via par ses habitants, elle part de la limite avec la ville de L'Hospitalet de Llobregat (au sud-ouest), près de la place d'Ildefons Cerdà, et termine à l'autre extrémité de Barcelone, à la limite avec Sant Adrià de Besòs (nord-est).
Son tracé traverse les places d'Espagne, de l'Université, de Tétouan et des Gloires catalanes.

## Histoire

### Noms
L'avenue est désignée dans le plan Cerdà par la lettre N. Elle est renommée Cortes de 1900 à 1931, jusqu'à ce qu'elle prenne brièvement le nom d’Avinguda de les Corts Catalanes sous la République. Pendant la dictature franquiste en Catalogne, elle prend le nom du fondateur de la Phalange, José Antonio Primo de Rivera. Son nom actuel lui est donné après la mort de Franco, pendant la Transition démocratique.

### Guerre d'Espagne
L'aviation italienne bombarde la Gran Via entre la rue de Balmes et la Rambla de Catalunya en 1938 pendant la Guerre civile espagnole. Un monument commémoratif est érigé en 2001 devant le cinéma Coliseum.

## Lieux célèbres
- N° 668 : Hôtel El Palace, œuvre de l'architecte moderniste Eduard Ferrés i Puig[1].